# Petra Štampalija
Petra Štampalija, née le 23 août 1980 à Šibenik, est une joueuse croate de basket-ball, évoluant au poste d'intérieure.

## Biographie
Après une saison réussie à Saint-Amand en 2011-2012, elle rejoint le club polonais de Cracovie. Malgré 8,5 points et 5 rebonds en championnat et 2,8 points et 2,8 rebonds en Euroligue, elle revient en décembre 2012 à Saint-Amand Hainaut Basket.

## Clubs
| Saisons    | Équipe                                     | Pays                  |
| 2000-2002  | ŽKK Šibenik Jolly JBS                      | Drapeau de la Croatie |
| 2002-2004  | Toulouse Launaguet Basket (LFB)            | Drapeau de la France  |
| 2004-2005  | Stade clermontois Auvergne Basket 63 (LFB) | Drapeau de la France  |
| 2006-2007  | Basket Spezia Club                         | Drapeau de l'Italie   |
| 2007-2008  | CCC Polkowice                              | Drapeau de la Pologne |
| 2008-2009  | Salamanque                                 | Drapeau de l'Espagne  |
| 2009-2010  | Girona                                     | Drapeau de l'Espagne  |
| 2010-2011  | ŽKK Šibenik                                | Drapeau de la Croatie |
| 2011- 2012 | Saint-Amand Hainaut Basket                 | Drapeau de la France  |
| 2012-2012  | Wisła Cracovie                             | Drapeau de la Pologne |
| 2012-2013  | Saint-Amand Hainaut Basket                 | Drapeau de la France  |

## Palmarès
- Vainqueur de la Ligue adriatique en 2011

## Sources et références
1. ↑  « Petra Stampalija », Ligue féminine de basket (consulté le 9 mai 2013)
2. ↑  « Petra Stampalija quitte Saint Amand pour Cracovie », Catch & Shoot, 14 mai 2012 (consulté le 9 août 2012)
3. ↑  « LFB : Le Hainaut change ses intérieures », Basquetebol Saulzoir (consulté le 16 décembre 2012)
4. ↑  « Petra Stampalija », Ligue féminine de basket (consulté le 26 décembre 2011)